# Rhigosaurus
Rhigosaurus — рід тероцефалових терапсид. Його скам'янілості були знайдені в формації Fremouw в Антарктиді. Вік оцінюється в 252.3–247.2 Ma (тріас).